# William Esper Studio
O William Esper Studio foi fundado em 1965 como uma escola de atuação em Manhattan, Nova Iorque. A escola é internacionalmente reconhecida como uma autoridade na Técnica de Meisner de atuação, desenvolvida por Sanford Meisner. Seu fundador, William "Bill" Esper (1932—), é frequentemente referido como um dos mais bem-conhecidos professores da primeira geração de Meisner, e como seu aprendiz mais autêntico.
O William Esper Studio foi listado como umas das 25 Melhores Escolas de Teatro do mundo para um mestrado em artes.

## História
Quando Esper era jovem, ele viu Eli Wallach e Maureen Stapleton em uma produção em turnê de A Rosa Tatuada.
Esper contou mais tarde: "[Eu] estava tão impressionado pela atuação ...[D]epois que a peça terminou, eu decidi dar a volta na esquina para pegar tomar uma xícara de café para que eu pudesse pensar um pouco mais sobre isso. Eu entrei numa pequena farmácia, e Eli estava sentado ali comendo um lanche..."
Esper conversou com o ator, e Wallach disse que ele tinha estudado na Neighborhood Playhouse de Sanford Meisner. Após se graduar na Universidade de Case Western Reserve, em seu estado natal, Ohio, Esper se mudou para Nova Iorque e começou a estudar com Meisner, que era famoso por sua exercícios de repetição de diálogo.
Em 1962 Esper se dedicou a formação como professor e diretor com Meisner e seguiu trabalhando ao seu lado por 15 anos. Esper esteve no corpo docente do Neighborhood Playhouse de 1965 a 1977 e foi diretor-sócio do Departamento de Atuação do Playhouse de 1974 a 1977.
Em 1977 Esper também fundou o curso de graduação e mestrado em treinamento profissional de atores na Universidade de Rutgers. Ele chefiou o departamento até 2004.
Esper foi um artista convidado/professor no Banff Festival das Artes no Canadá, na National Theatre School of Canada, no St. Nicholas Theater em Chicago, Illinois e na escola Schauspiel München em Munique. Juntamente com sua esposa Suzanne Esper, que também leciona no Esper Studio, ele realizou diversos workshops em toda a Europa, notavelmente na Nacional Escola de Cinema da Dinamarca, na Academia Nacional de Teatro Norueguês, e no Teatro Nacional de Mannheim. Em 2008, Bill e Suzanne Esper introduziram o trabalho de Meisner para a Rússia, em Academia Estadual de Teatro de São Petersburgo.
Esper trabalhou extensivamente Off-Broadway e regionalmente. Ele é membro do Ensemble Studio Theatre, em Nova Iorque. Ele foi destacado no livro A Nova Geração de Professores de Atuação, publicado pela Viking Press, em 1987. Ele é um ex-membro do Conselho Nacional da Associação Nacional de Escolas de Teatro e ex-Vice-Presidente e Membro do Conselho da Assossiação das Universidades e Residências de Teatro. Ele já fez palestras sobre atuação nas People's Light and Theatre Company e no Conservatório do Screen Actors Guild em Nova Iorque; SAG honrou-o com um Certificado de Realização por serviço a sua profissão. Em 2011 Esper recebeu o "Lifetime Achievement Award" em Teatro Acadêmico da Associação de Teatro no Ensino Superior (ATHE). Em 2013, ele foi admitido na College of Fellows of the American Theatre.

## References
1. ↑  «The Actor's Art and Craft (review)» (PDF). Project Muse
2. ↑  «The 25 Best Drama Schools for a Master of Fine Arts». The Hollywood Reporter (em inglês)
3. ↑  Backstage Magazine NY feature on Studio
4. ↑  «Esper Studio website». Consultado em 7 de junho de 2017. Arquivado do original em 25 de fevereiro de 2014
5. ↑  «Association for Theatre in Higher Education website». Consultado em 7 de junho de 2017. Arquivado do original em 4 de setembro de 2011
6. ↑  College of Fellows of the American Theatre website